# Ometecuhtli
Ometecuhtli est, dans la mythologie aztèque, l'essence masculine du dieu créateur Ometeotl et le dieu du paradis céleste. Avec sa femme Omecihuatl, essence féminine d'Ometéotl, il habitait dans une grande maison appelée Omeyecualiztli, une enceinte magnifique située dans l'Omeyocan, le treizième ciel de la mythologie aztèque,,,.